# Niantic
Niantic（/naɪˈæntɪk/）是美國加州一家软件开发公司，知名产品为擴增實境游戏《Ingress》和寶可夢公司合作開發遊戲《Pokémon GO》。

## 沿革
前身Niantic Labs于2010年成立，由Keyhole, Inc.创办人John Hanke组建，作为Google内部的创业公司。公司名字取自淘金热載運淘金客来到旧金山的Niantic捕鯨船，而「Niantic」又源自早期與歐洲探險家接觸的美洲原住民部落稱呼。
2015年8月，在Google宣布重组为Alphabet Inc.后，Niantic也宣布脱离Google成为独立公司。同年10月宣布获得任天堂、宝可梦公司和Google的2000万美元的先期投资。同年12月3日，成立日本法人「株式会社Niantic」（Niantic K.K.）。
2017年11月，Niantic宣布收购移动应用开发商Evertoon。
2025年3月，Niantic宣布将以35亿美元出售自己的游戏部门给沙特阿拉伯全资持股的美国游戏公司Scopely，包括了《宝可梦GO》、《皮克敏Bloom》、《怪物猎人Now》等游戏的开发运营团队。公司将转型为专注于现实世界3D地图服务。

## 项目
- 2012年9月，Niantic推出了首个产品——一个Android应用Field Trip。
- 2012年11月，《Ingress》推出。它是一个擴增實境Android游戏，在初期需要邀请才能注册。
- 2013年10月，《Ingress》在Android平台上公开测试。
- 2013年12月，《Ingress》正式在Android平台推出。
- 2014年1月，Niantic Labs将会随一套书籍和电影推出新游戏《Endgame: Ancient Truth》，预计2014年内发售。[16]
- 2014年7月，Niantic推出了《Ingress》的iOS版本。
- 2015年9月10日，Niantic與寶可夢公司宣布合作开发 《Pokémon GO》，為一智慧手機之擴增實境遊戲。
- 2016年7月6日，《Pokémon GO》在澳大利亚和新西兰正式发售。
- 2019年6月22日，Niantic与華納兄弟互動娛樂合作開發的《哈利波特：巫师联盟》正式推出[17]
- 2021年3月22日，Niantic和任天堂宣布将开发一款基于《皮克敏》系列的增强现实智能手机游戏，游戏将预计于2021年下半年上线，将由Niantic位于东京的工作室制作。[18]
- 2021年6月14日，Niantic宣布将与孩之宝以及TOMY合作推出一款《变形金刚》主题的增强现实智能手机游戏《变形金刚：重金属》（Transformers: Heavy Metal）。[19]
- 2021年10月27日，Niantic和任天堂合作開發的《皮克敏Bloom（英语：Pikmin Bloom）》正式推出。
- 2021年11月2日，Niantic宣布《哈利波特：巫师联盟》将于12月下架各应用商店，并将于2022年1月31日停服。[20]
- 2022年4月13日，Niantic公布全新增强现实游戏新作《Peridot》。
- 2022年6月28日，Niantic宣布将与NBA合作推出增强现实手游《NBA All-World》。[21]
- 2022年6月30日，Niantic宣布裁员8%，并同时宣布《变形金刚：重金属》和沉浸式体验戏剧《哈姆雷特》也将终止开发；另外代号“Blue Sky”和“Snowball”的内部项目也将取消。[22]
- 2023年4月17日，Niantic公開發表與CAPCOM合作開發的《魔物獵人Now》，並宣布將於2023年9月推出。
- 2023年6月29日，Niantic宣布裁员230人，並同時宣布《NBA All-World》即將停服，《漫威英雄世界》也將終止開發。
- 2023年7月12日，Niantic宣布《NBA All-World》將於2023年9月22日停服。
- 2023年9月14日，与卡普空合作开发的《怪物猎人Now（英语：Monster Hunter Now）》正式发售。